# Josia Thugwane
Josia Thugwane (Bethal, 15 aprile 1971) è un ex maratoneta sudafricano, campione olimpico ad Atlanta 1996.

## Biografia
Esordisce nella maratona nel 1991 ma il suo primo risultato di rilievo a livello internazionale è la vittoria nella maratona di Honolulu del 1995.
La sua maggiore affermazione in carriera giunge alla maratona dei Giochi olimpici di Atlanta 1996; l'azione decisiva accade al chilometro 35, quando Thugwane rimane al comando con Lee Bong-ju ed Erick Wainaina. I tre giungono insieme fino allo stadio, dove Thugwane distacca il sudcoreano per soli 3 secondi, minor margine di sempre in una maratona olimpica, conquistando l'oro olimpico.
Dopo aver vinto nel 1997 la maratona di Fukuoka, subisce un rapido declino che lo porta ad un ritiro nelle tre gare successive e solo 20º ai Giochi olimpici di Sydney 2000.

## Palmarès
| Anno | Manifestazione             | Sede        | Evento      | Risultato | Prestazione | Note |
| ---- | -------------------------- | ----------- | ----------- | --------- | ----------- | ---- |
| 1996 | Giochi olimpici            | Atlanta     | Maratona    | Oro       | 2h12'36"    |      |
| 2000 | Giochi olimpici            | Sydney      | Maratona    | 20º       | 2h16'59"    |      |
| 2002 | Mondiali di mezza maratona | Bruxelles   | Individuale | 30º       | 1h03'39"    |      |
| 2002 | Mondiali di mezza maratona | Bruxelles   | A squadre   | 4º        | 3h07'29"    |      |
| 2003 | Mondiali                   | Saint-Denis | Maratona    | dnf       | dnf         |      |

## Altre competizioni internazionali
1990
- Argento alla Ferrometals Marathon ( Witbank) - 2h22'24"
- Argento alla 30 km di Malaga ( Malaga) - 1h35'15"

1991
- Oro alla Elands Valley Marathon ( Ngodwana) - 2h13'48"
- 6º alla Maratona di Durban ( Durban) - 2h14'00"
- Oro alla Maratona di Nelspruit ( Nelspruit) - 2h18'00"

1992
- Oro alla Elands Valley Marathon ( Ngodwana) - 2h17'42"
- Oro alla Rand Athletic Club Tough One ( Johannesburg), 32 km - 1h46'10"
- Oro alla Kosmos Half Marathon ( Secunda) - 1h13'11"

1993
- Oro alla Cape Town Marathon ( Città del Capo) - 2h14'25"
- Oro alla Maratona di Pretoria ( Pretoria) - 2h15'57"
- Bronzo alla Maratona di Tiberiade ( Tiberiade) - 2h18'42"
- 13º alla Maratona di Honolulu ( Honolulu) - 2h29'16"

1994
- 5º alla Maratona di Soweto ( Soweto) - 2h22'26"
- Argento alla Assegaai Marathon ( Piet Retief) - 2h28'43"

1995
- Oro alla Maratona di Honolulu ( Honolulu) - 2h16'08"
- Oro alla Elands Valley Marathon ( Ngodwana) - 2h18'47"
- Oro alla Foot of Africa Marathon ( Bredasdorp) - 2h26'39"
- 5º alla Mezza maratona di Durban ( Durban) - 1h02'06"
- Oro alla Kosmos Half Marathon ( Secunda) - 1h05'55"

1996
- Oro alla Cape Town Marathon ( Città del Capo) - 2h11'46"
- 18º alla Utica Boilermaker ( Utica), 15 km - 45'21"

1997
- Bronzo alla Maratona di Londra ( Londra) - 2h08'06"
- Oro alla Maratona di Fukuoka ( Fukuoka) - 2h07'28"

1998
- Oro alla Great North Run ( Newcastle upon Tyne) - 1h02'32"
- Argento alla Great Scottish Run ( Glasgow) - 1h03'01"
- 5º alla Sapporo Half Marathon ( Sapporo) - 1h03'57"
- 8º alla Corrida de San Joao ( Porto), 11,4 km - 33'35"

1999
- 26º alla Maratona di Fukuoka ( Fukuoka) - 2h17'01"
- Argento alla Great Scottish Run ( Glasgow) - 1h02'47"
- 17º alla Great North Run ( Newcastle upon Tyne) - 1h05'42"
- Argento alla Mezza maratona di Albuquerque ( Albuquerque) - 1h06'47"

2000
- 8º alla Maratona di Londra ( Londra) - 2h10'29"
- 6º alla Maratona di New York ( New York) - 2h15'25"
- 11º alla Mezza maratona di Lisbona ( Lisbona) - 1h05'32"
- 10º alla Great Scottish Run ( Glasgow) - 1h04'32"

2001
- Argento alla Maratona di Seul ( Seul) - 2h11'52"

2002
- 7º alla Maratona di Seul ( Seul) - 2h10'05"
- Oro alla Maratona di Nagano ( Nagano) - 2h13'23"
- Oro alla Cape Town Half Marathon ( Città del Capo) - 1h04'15"

2003
- Argento alla Maratona di Nagano ( Nagano) - 2h14'18"
- Oro alla Pretoria Half Marathon ( Pretoria) - 1h03'51"
- Bronzo alla Göteborgsvarvet ( Göteborg) - 1h04'14"
- Oro alla Mezza maratona di Bedfordview ( Bedfordview) - 1h05'38"

2005
- Oro alla Forever Resorts Loskop ( Winterkamp) - 2h44'03"

2006
- Argento alla Forever Resorts Loskop ( Winterkamp) - 2h49'23"
- 4º alla Maratona di Varsavia ( Varsavia) - 2h17'11"

2007
- Argento alla Old Mutual Two Oceans ( Città del Capo), 56 km - 3h09'46"
- Oro alla Maratona di Secunda ( Secunda) - 2h21'37"
- 9º alla Maratona di Soweto ( Soweto) - 2h23'04"
- Bronzo alla Konica Minolta Jackie Mekler ( Pretoria), 25 km - 1h20'07"

2008
- Oro alla Maratona di Witbank ( Witbank) - 2h24'56"
- Oro alla Maratona di Assegaai ( Assegaai) - 2h31'28"

2009
- Oro alla Forever Resorts Loskop ( Winterkamp) - 2h47'53"

2010
- Oro alla Maratona di Secunda ( Secunda) - 2h23'33"